# Cheiloneurus pulcher
Cheiloneurus pulcher är en stekelart som först beskrevs av William Harris Ashmead 1904.  Cheiloneurus pulcher ingår i släktet Cheiloneurus och familjen sköldlussteklar. Inga underarter finns listade i Catalogue of Life.